# Twin Lakes (Kalifornia)
Twin Lakes – miejscowość spisowa w Stanach Zjednoczonych, w stanie Kalifornia, w hrabstwie Santa Cruz, nad Oceanem Spokojnym.